# 播磨新宮站

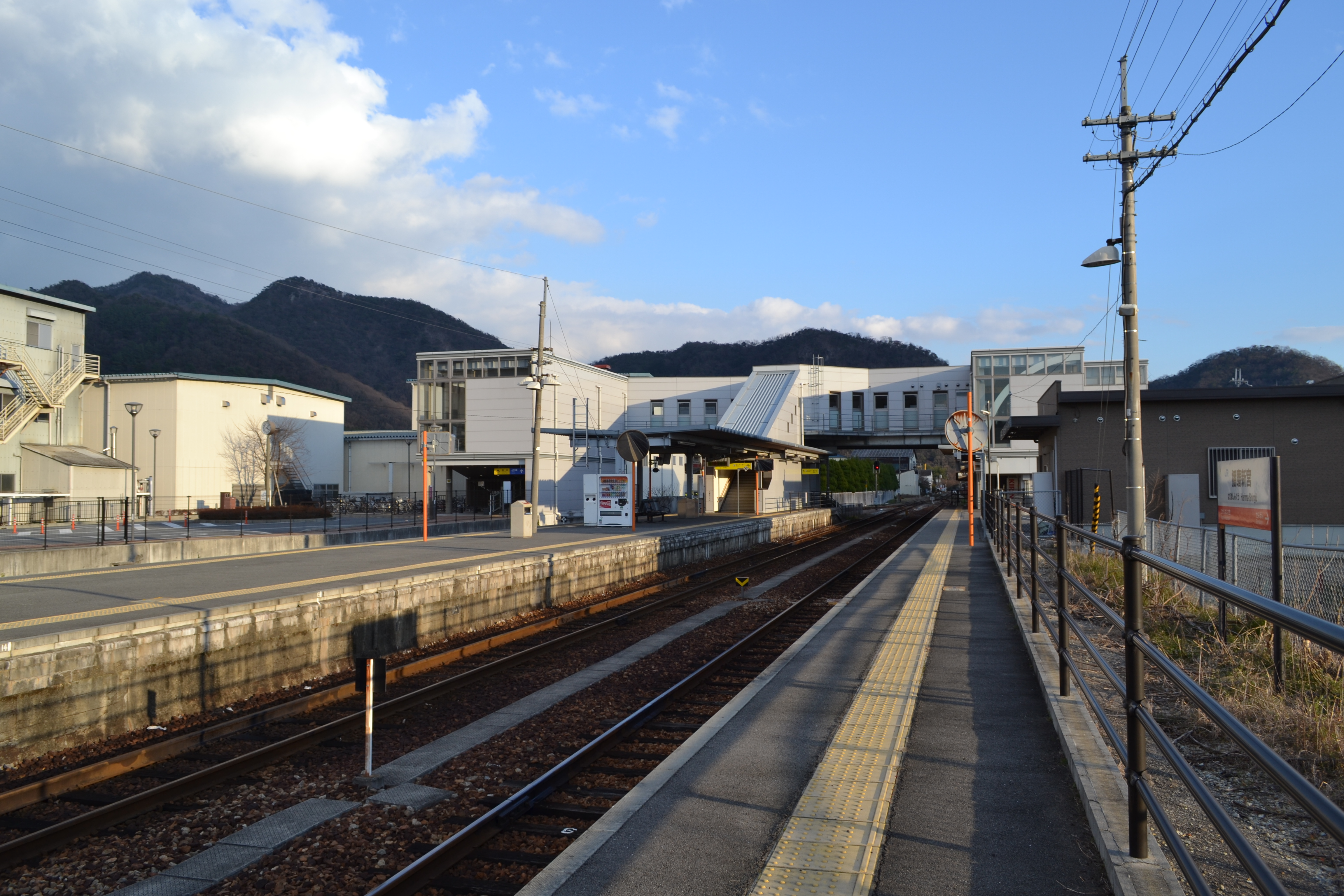
播磨新宮站月台

播磨新宮站（日语：／ Harima-Shingū eki */?）是位於兵庫縣龍野市新宮町新宮371番，西日本旅客鐵道（JR西日本）的姬新線車站。車站附近為手延素麵揖保乃糸的產地，同時為龍野市新宮町中心車站。另外，此站曾經為優等列車停車站，包括在姬新線行走的急行「三朝」、「美作」等。姬新線之ICOCA使用範圍只限於此站至姬路站之間。截至2010年10月，佐用、津山方向不可使用IC卡。

## 歷史
- 1932年（昭和7年）7月11日 - 姬津線東觜崎站至此站之間開業，此站啟用[1]。
  - 當時車站地址為兵庫縣揖保郡新宮村（日语：新宮町 (兵庫県)）新宮。
- 1934年（昭和9年）
  - 3月24日 - 姬津線此站至三日月站之間開業。
  - 4月1日 - 實施町制，新宮村改名為新宮町（日语：新宮町 (兵庫県)）（第一次），車站地址改為兵庫縣揖保郡新宮町新宮。
  - 11月28日 - 隨著姬津西線開業，姬津線改名為姬津東線，此站成為姬津東線車站。
- 1936年（昭和11年）
  - 4月8日 - 姬路站至東津山站之間全線開通，姬津東線成為姬津線一部分，此站成為姬津線車站。
  - 10月10日 - 姬津線編入至姬新線一部分，此站成為姬新線車站。
- 1951年（昭和26年）4月1日 - 隨著新宮町（第二次）成立，車站地址改為兵庫縣揖保郡新宮町新宮。
- 1987年（昭和62年）4月1日 - 伴隨國鐵分割民營化，車站由西日本旅客鐵道（JR西日本）營運。
- 2005年（平成17年）10月1日 - 隨著龍野市成立，車站地址變為兵庫縣龍野市新宮町新宮。
- 2009年（平成21年）8月22日 - 隨著開始進行跨站式站房工程，建設了臨時車站大樓。
- 2010年（平成22年）9月12日 - 跨站式站房工程完成[1]。
- 2016年（平成28年）3月26日 - 此站可使用IC卡「ICOCA」[2]。站內設置了IC卡專用簡易閘機。

## 車站構造
車站是一座地面車站（跨站式站房），設有2面2線的相對式月台，可進行列車交會。各月台設有樓梯和升降機連接2樓的閘口層。在2樓的閘口外設有南北方向的閘外行人通道。在閘外行人通道中設有樓梯和斜道，單車可以在通道中通行。車站大樓外牆設有取自SPring-8為特徵的圓形裝飾物。在姬路站至此站之間均設有列車交會。

### 月台
| 月台    | 路線   | 上下行 | 方向     |
| ------- | ------ | ------ | -------- |
| 1、3    | 姫新線 | 下行   | 佐用方向 |
| 1、2、3 | 姫新線 | 上行   | 姬路方向 |

1號月台（下行本線）只可從姬路一方進站，但是可從兩方向出發。2號月台（上行本線）可從兩方向進站，但是只可向姬路方向出發。3號月台（上下行副本線）可從兩方向進站和向兩方向出發。此站較多列車於此站折返，而出發月台則不規則。

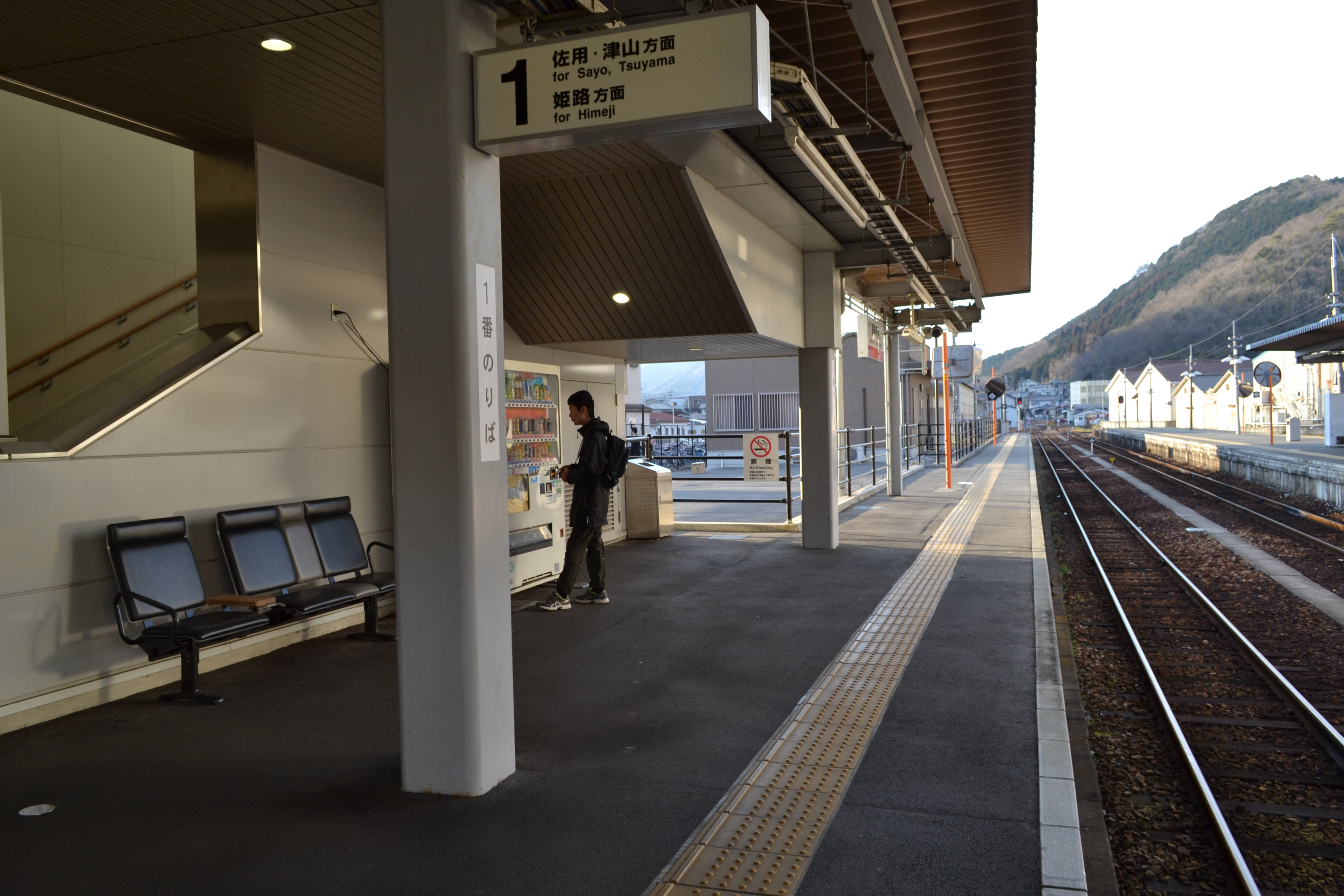
播磨新宮站1號月台
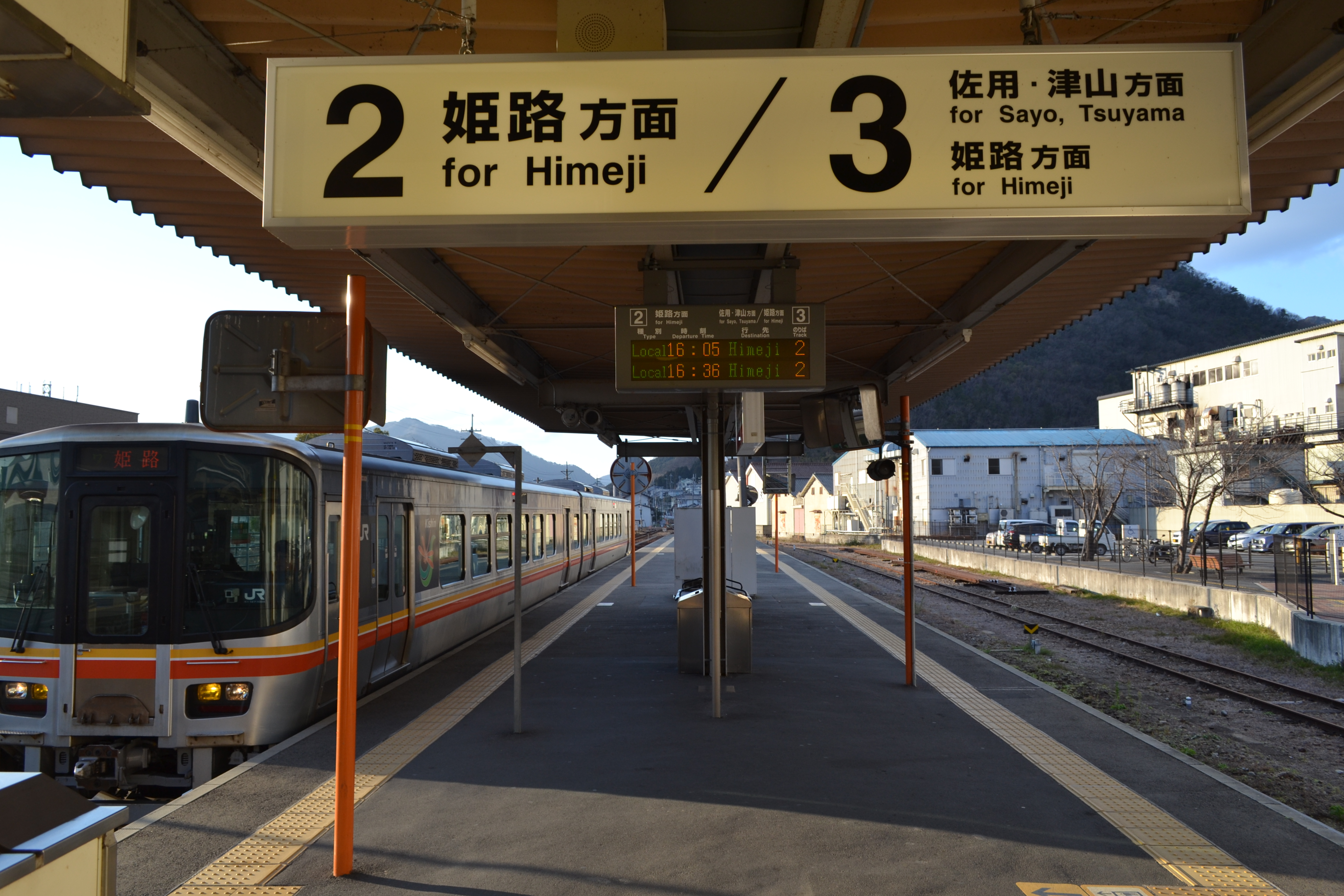
播磨新宮站2、3號月台
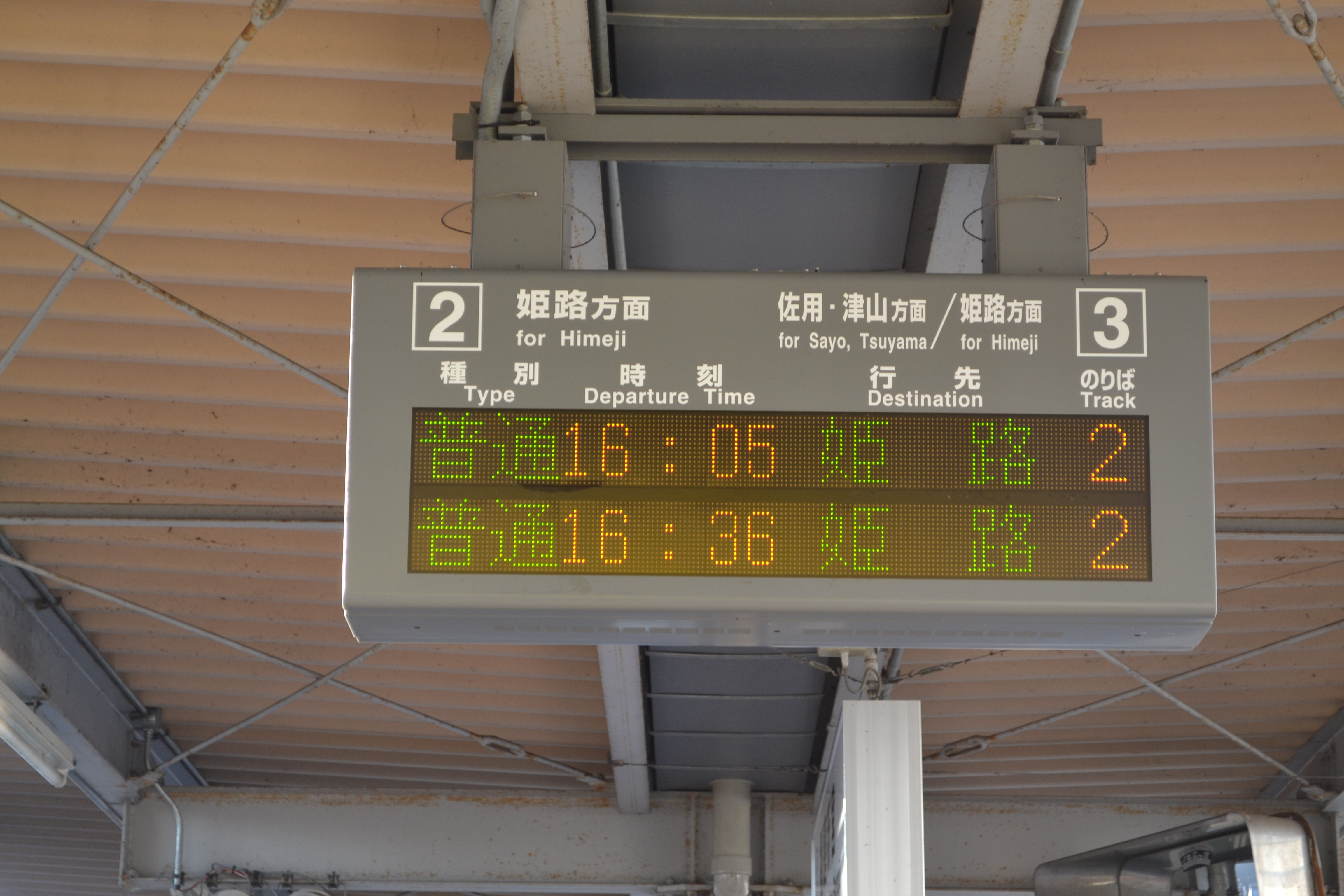
2、3號月台上設有電子顯示屏。

從姬路出發的列車中，大部分在此站為終點站，同時大部分列車從此站出發前往姬路。當需要來往佐用方向與姬路方向的車站時，乘客很多時需要在此站轉乘另一架列車。在日間，每小時設有2班列車前往姬路，每1至2小時設有一班列車前往佐用方向。在2009年度前，佐用方向路段每月會有2日進行路軌維護和高速化工程，因而需要暫停服務，在2010年度後，此站至佐用站之間再沒有暫停服務日。

### 大堂

#### 閘口附近
此站是由姬路鐵道站管理的業務委託車站，委托JR西日本交通服務負責車站業務。車站內設有綠色窗口。在夜間沒有車站職員當值，在日間部分時段設有休息時間。此站沒有自動閘機，但是設有IC卡專用簡易閘機。

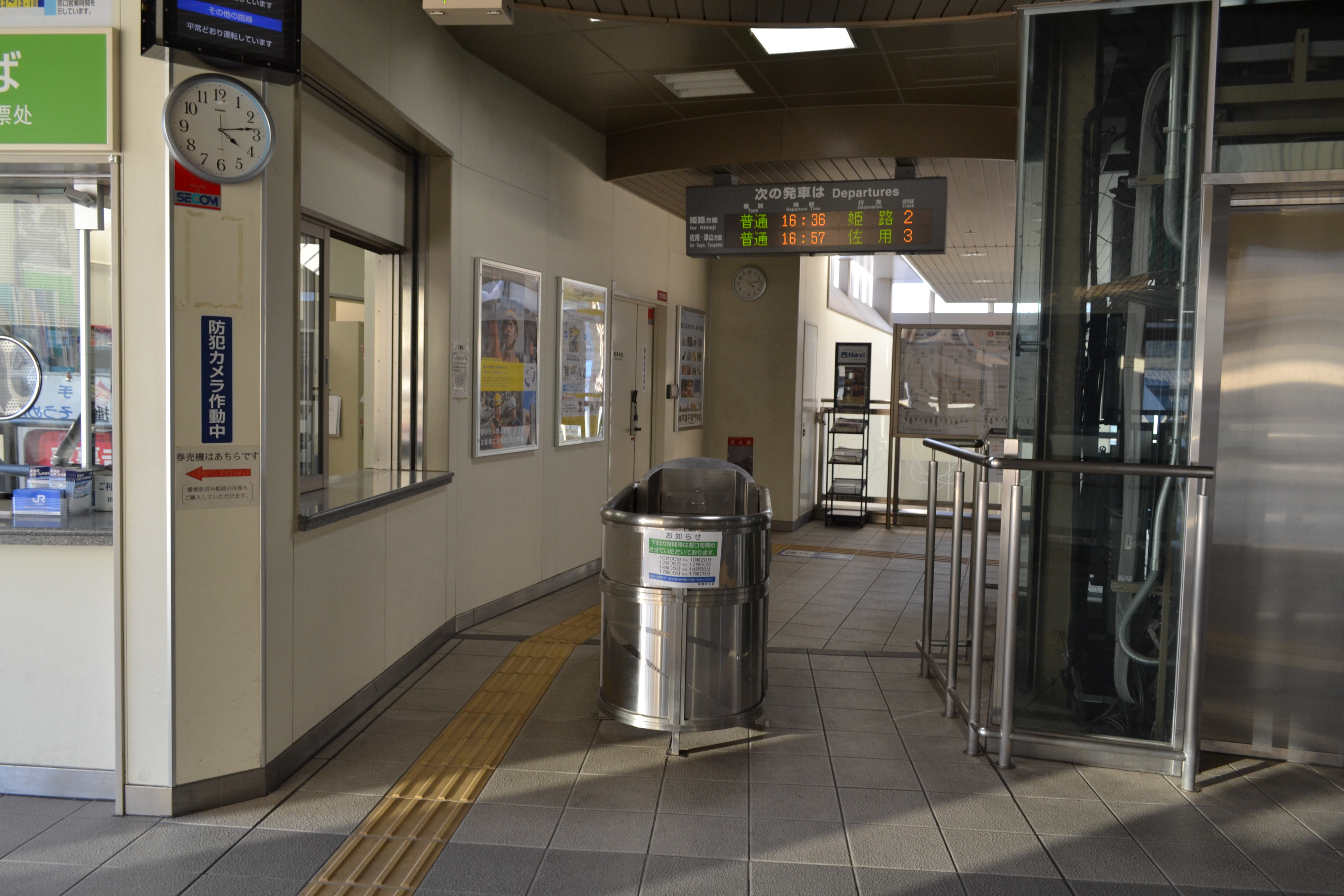
播磨新宮站閘口
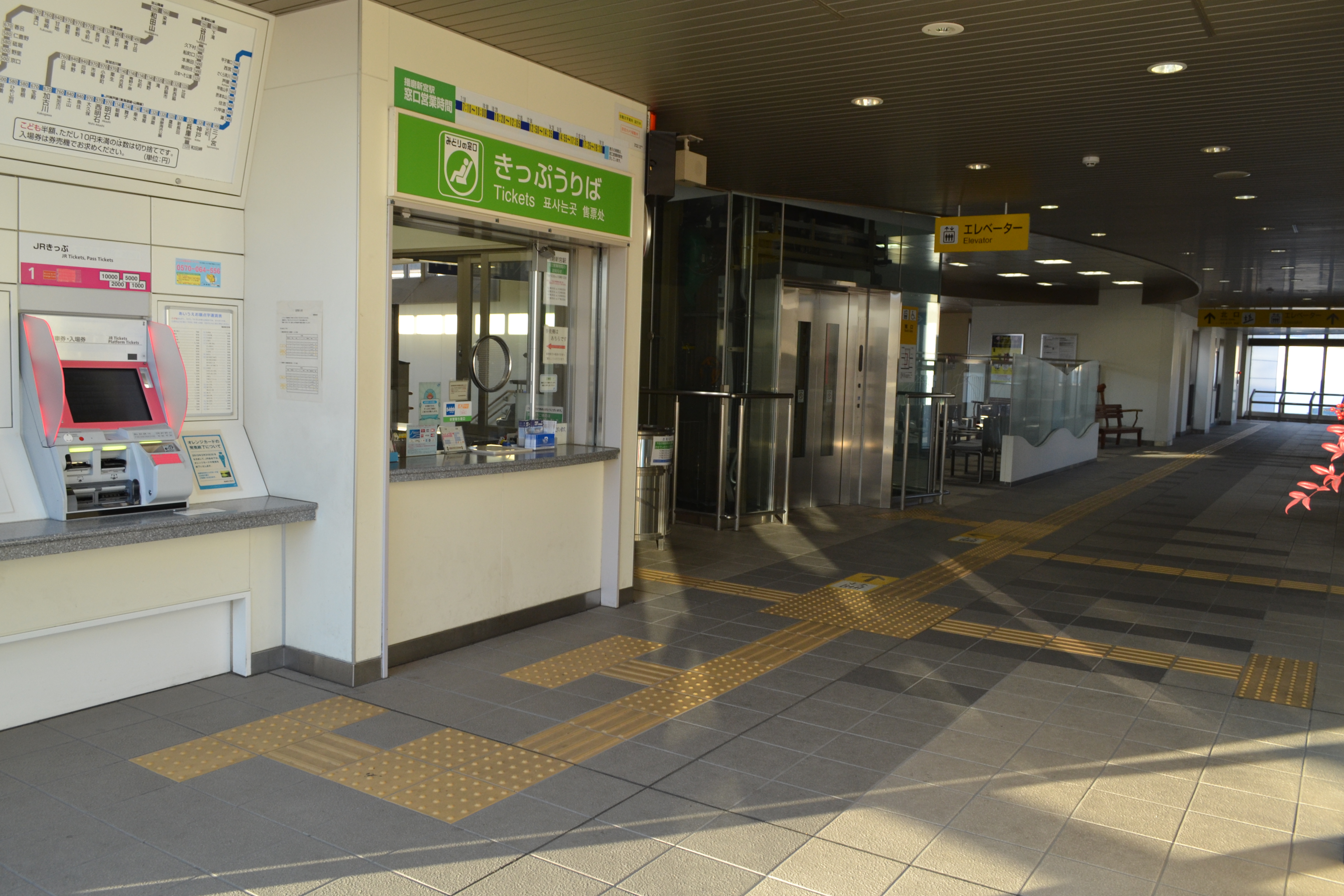
播磨新宮站閘外通道
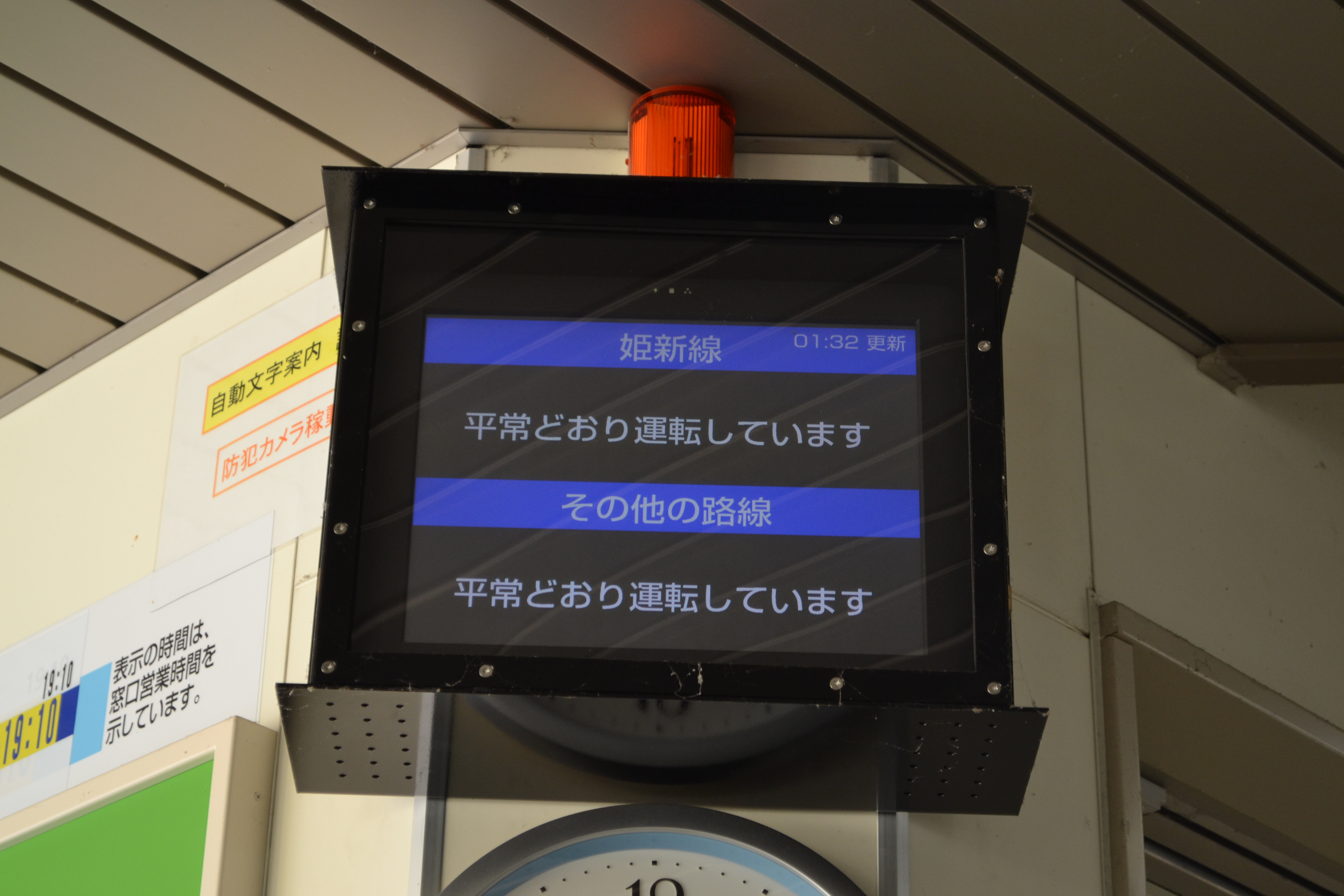
姬新線路線資訊屏幕(一般情況下)
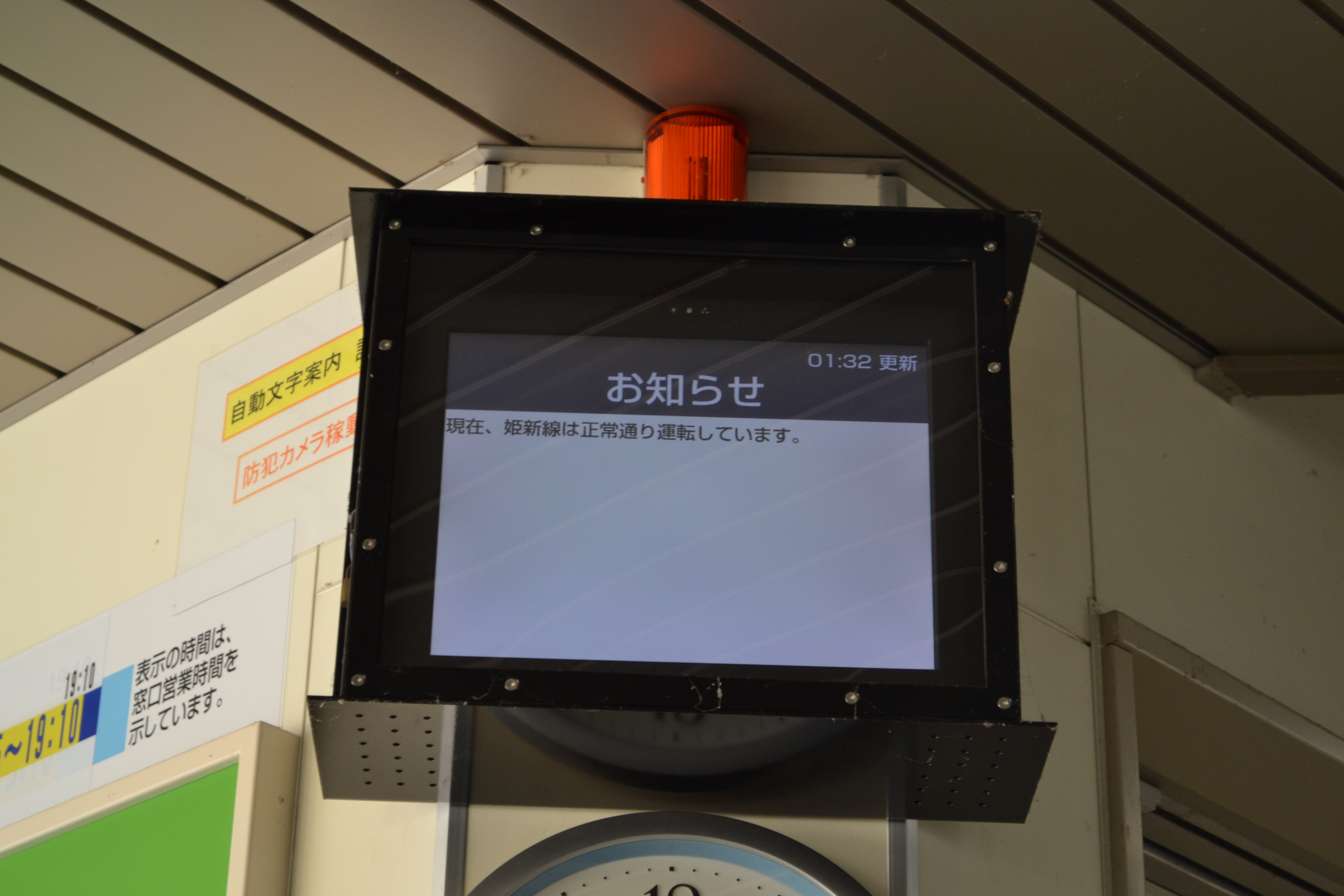
姬新線路線資訊屏幕(異常情況下)
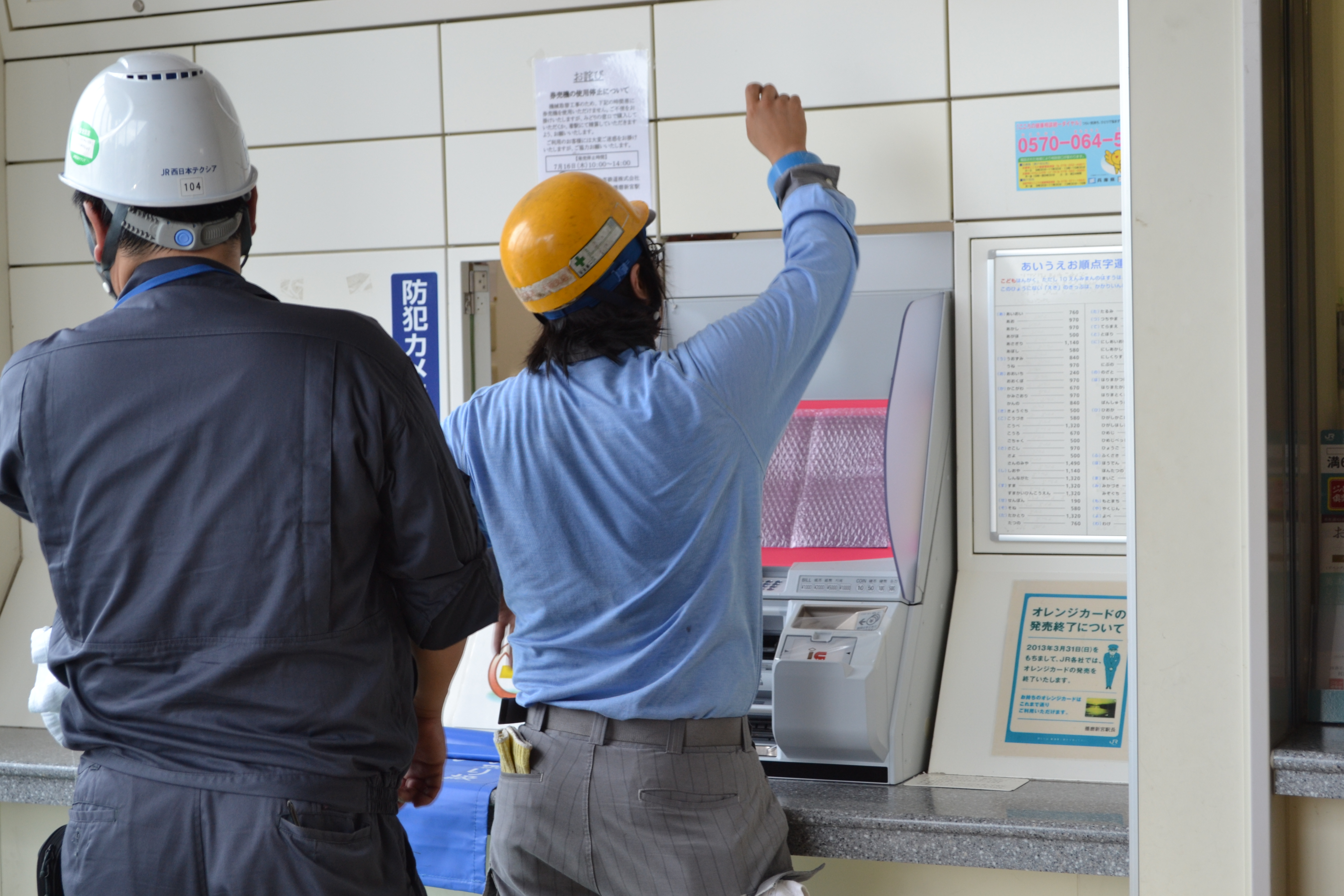
在播磨新宮站裝設中的售票機

#### 車站南出口
在車站南出口設有收費停車場、免費單車停泊處、多功能廁所和迴旋路。在迴旋路上設有巴士站。

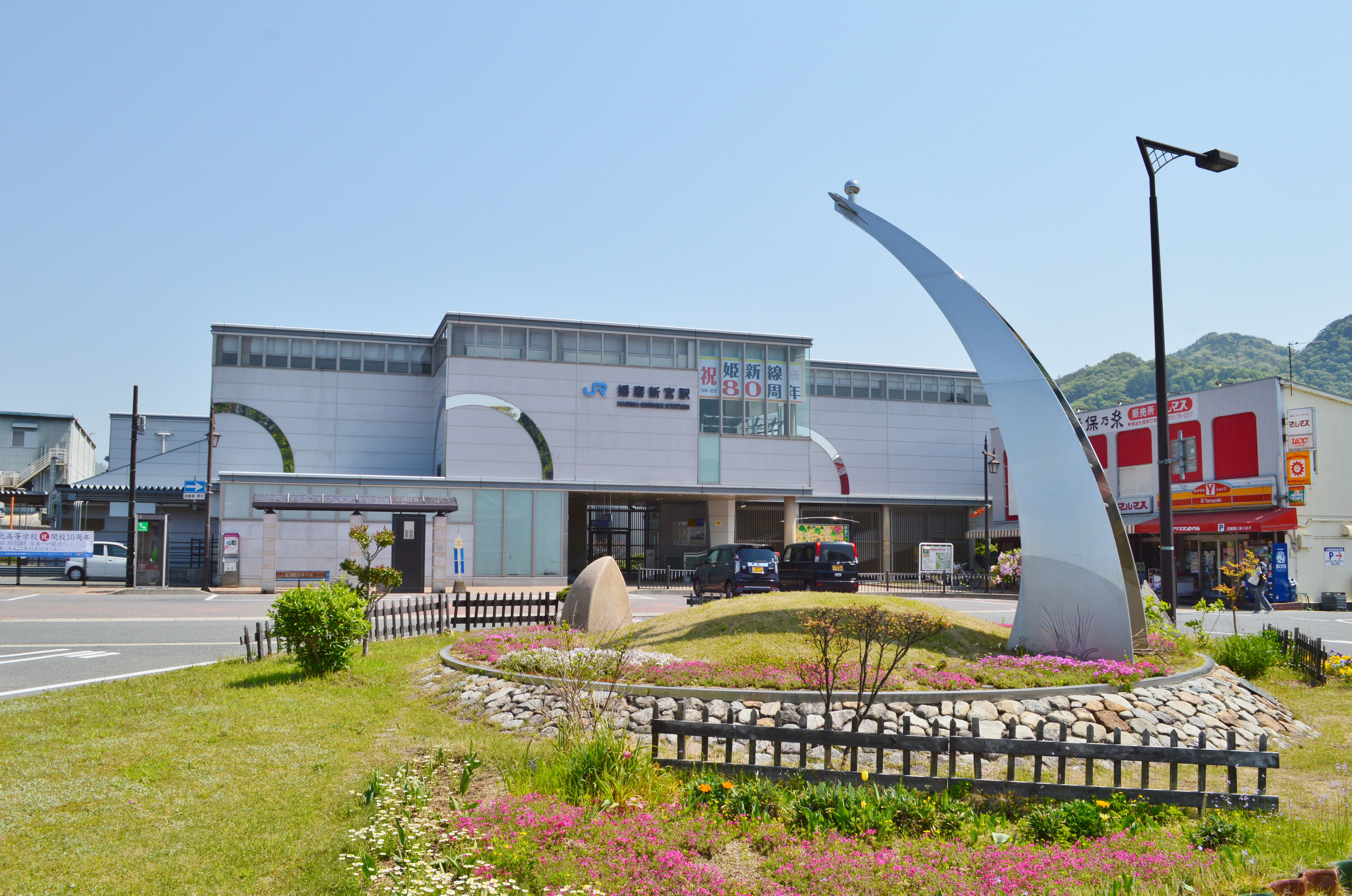
播磨新宮站南出口
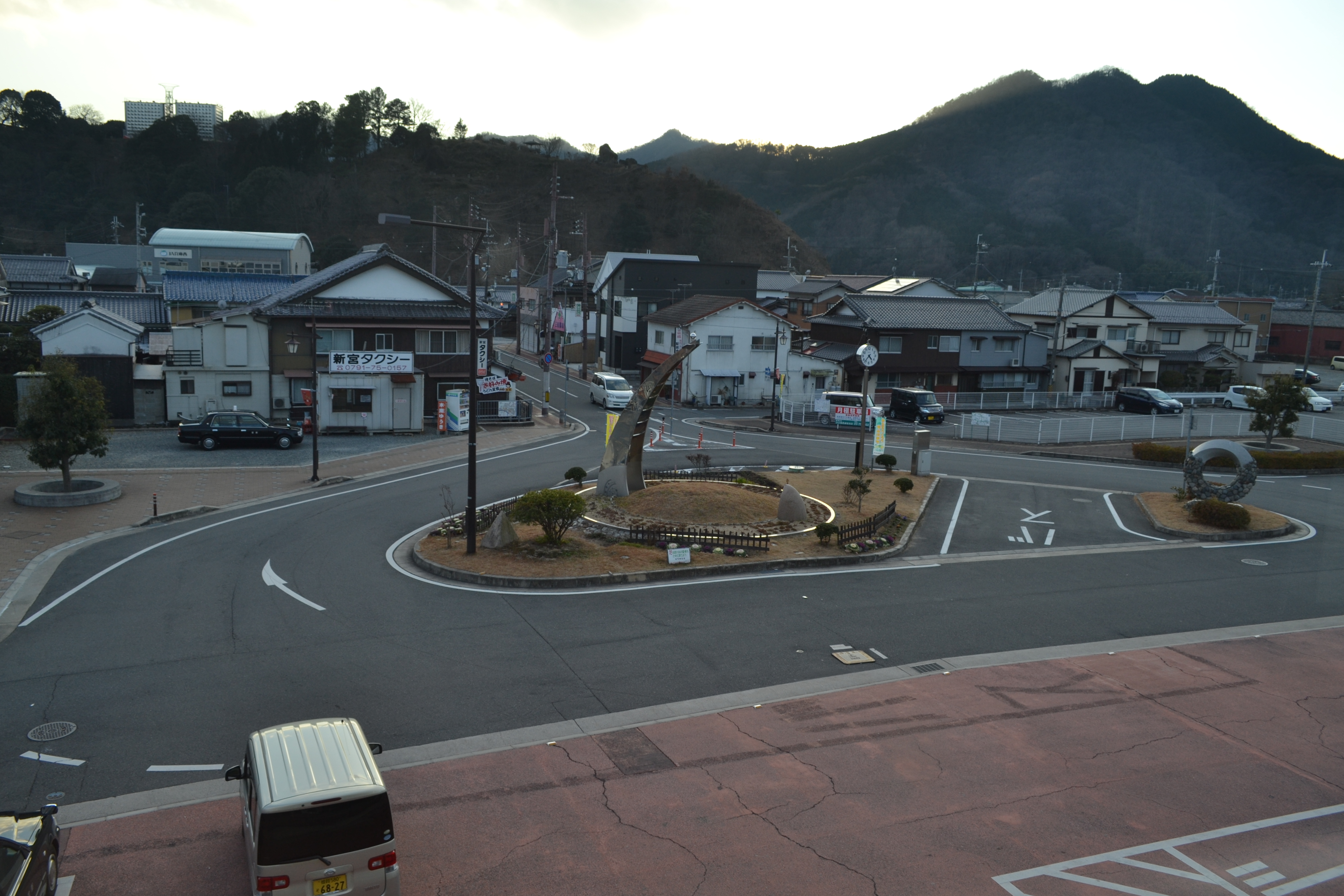
播磨新宮站南出口迴旋路

#### 車站北出口
在車站北出口設有收費停車場和免費單車停泊處。

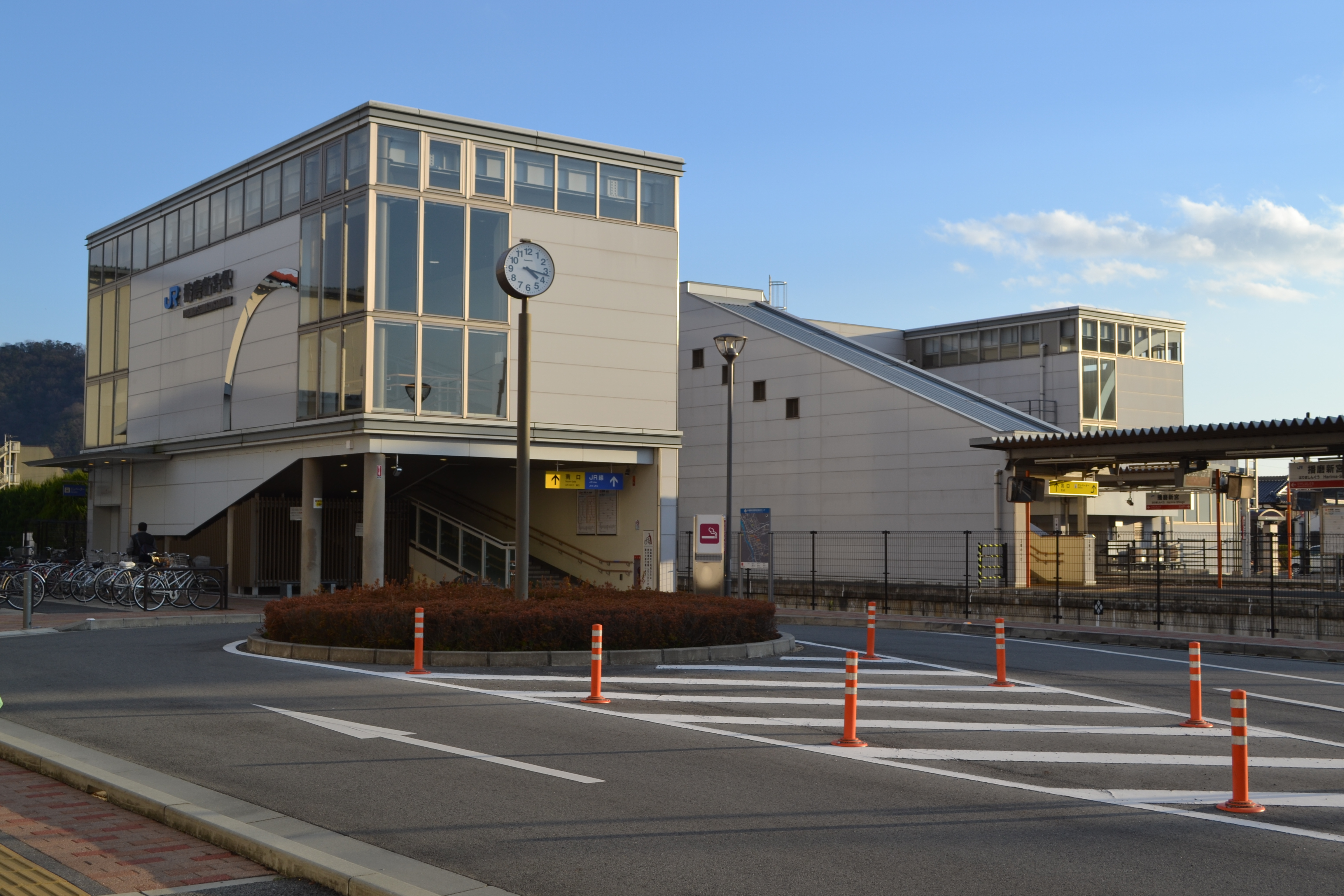
播磨新宮站北出口

### 跨站式站房
為了姬新線高速化工程的一環，在2009年8月進行跨站式站房工程並於2010年9月完成。在9月12日的首班列車開始使用新車站大樓。新大樓設有閘外行人通道，使車站南北兩邊可方便通行。在北出口處的迴旋路於2011年春天落成，該處設有停車場，在同年3月開始使用。

### 舊車站大樓
在2010年9月11日前，車站大樓位於單式1號月台側，各月台之間設有站內平交道連接。

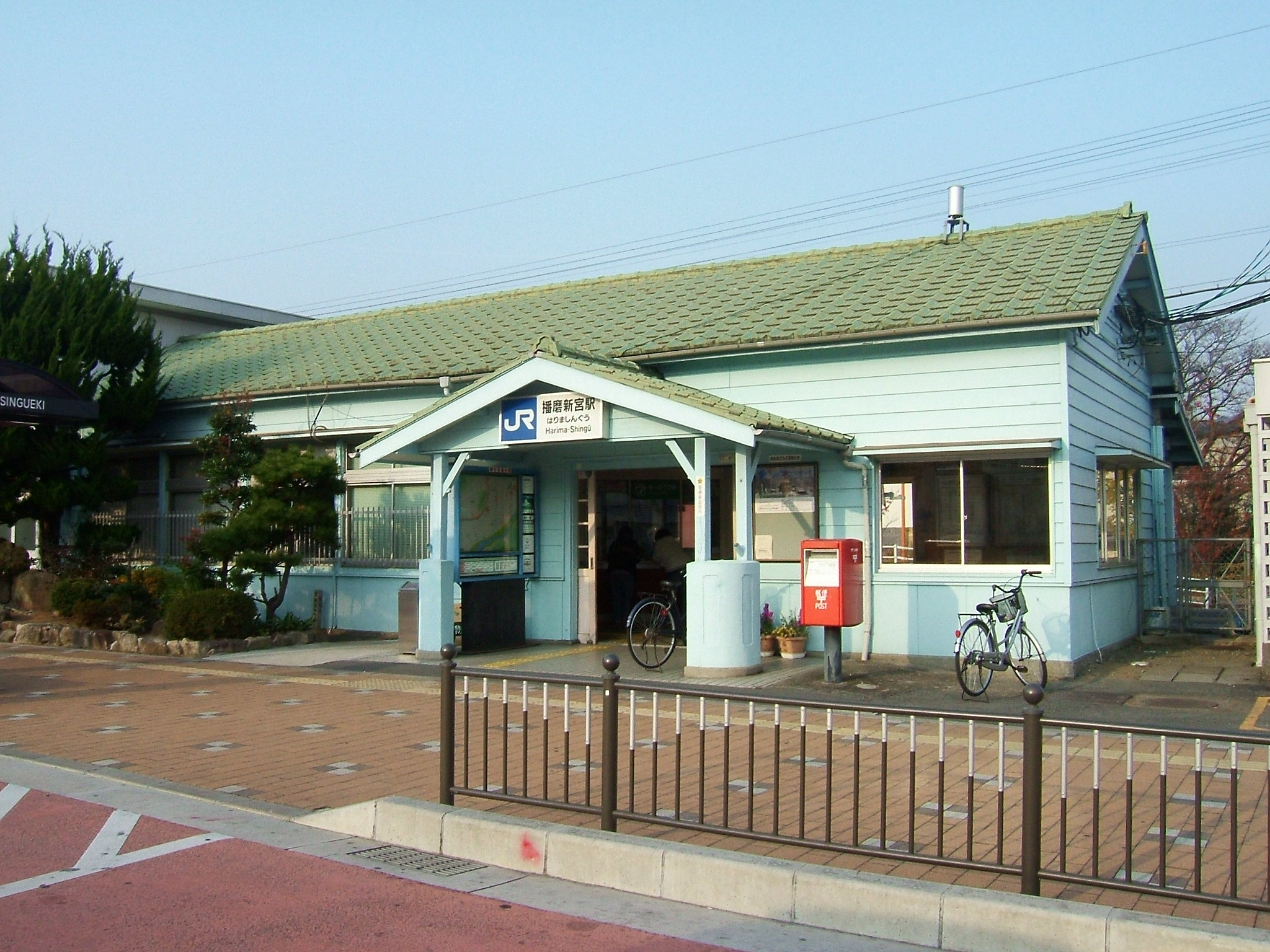
舊車站大樓
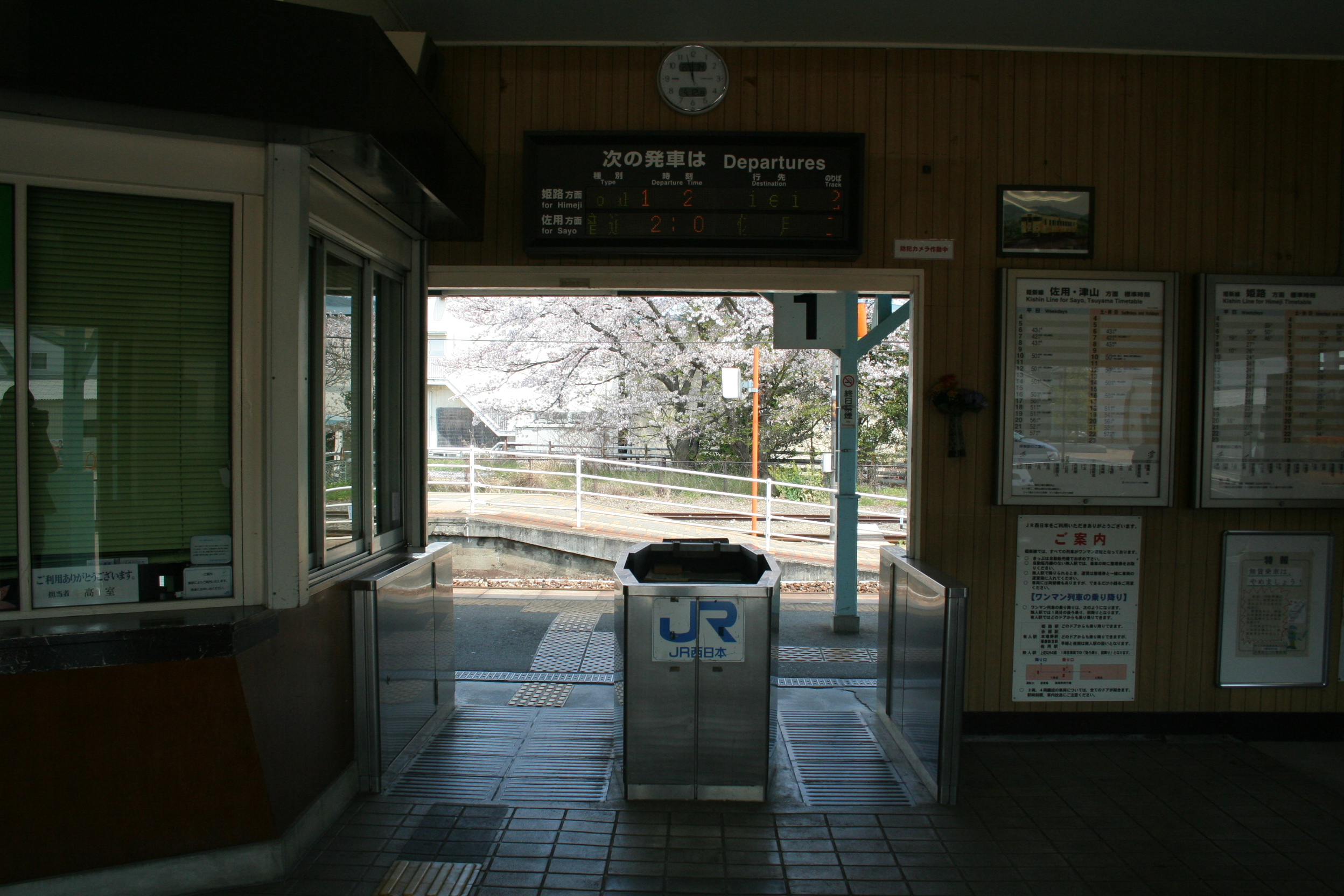
從車站大樓內望向月台。
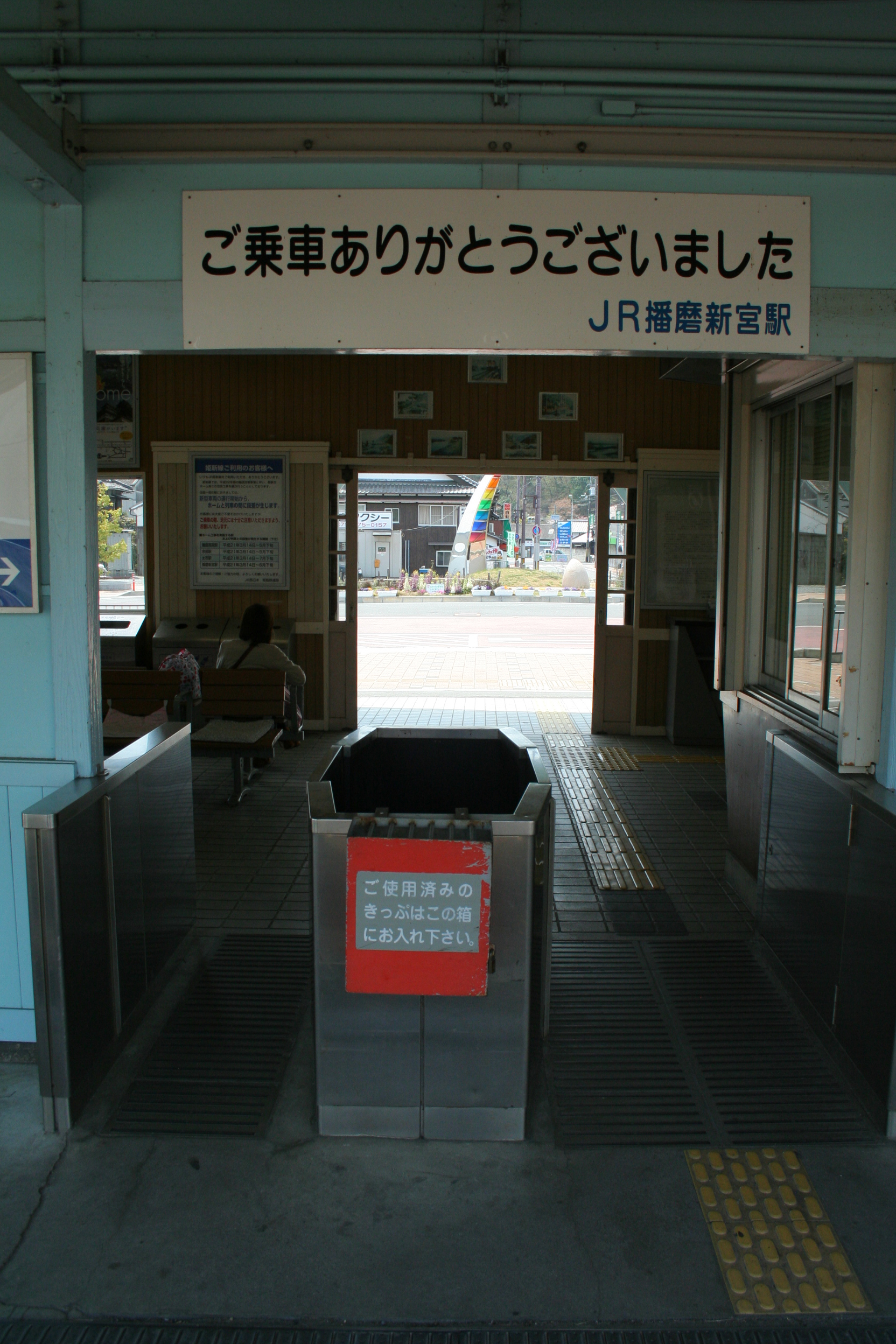
從月台望向車站大樓與出入口。
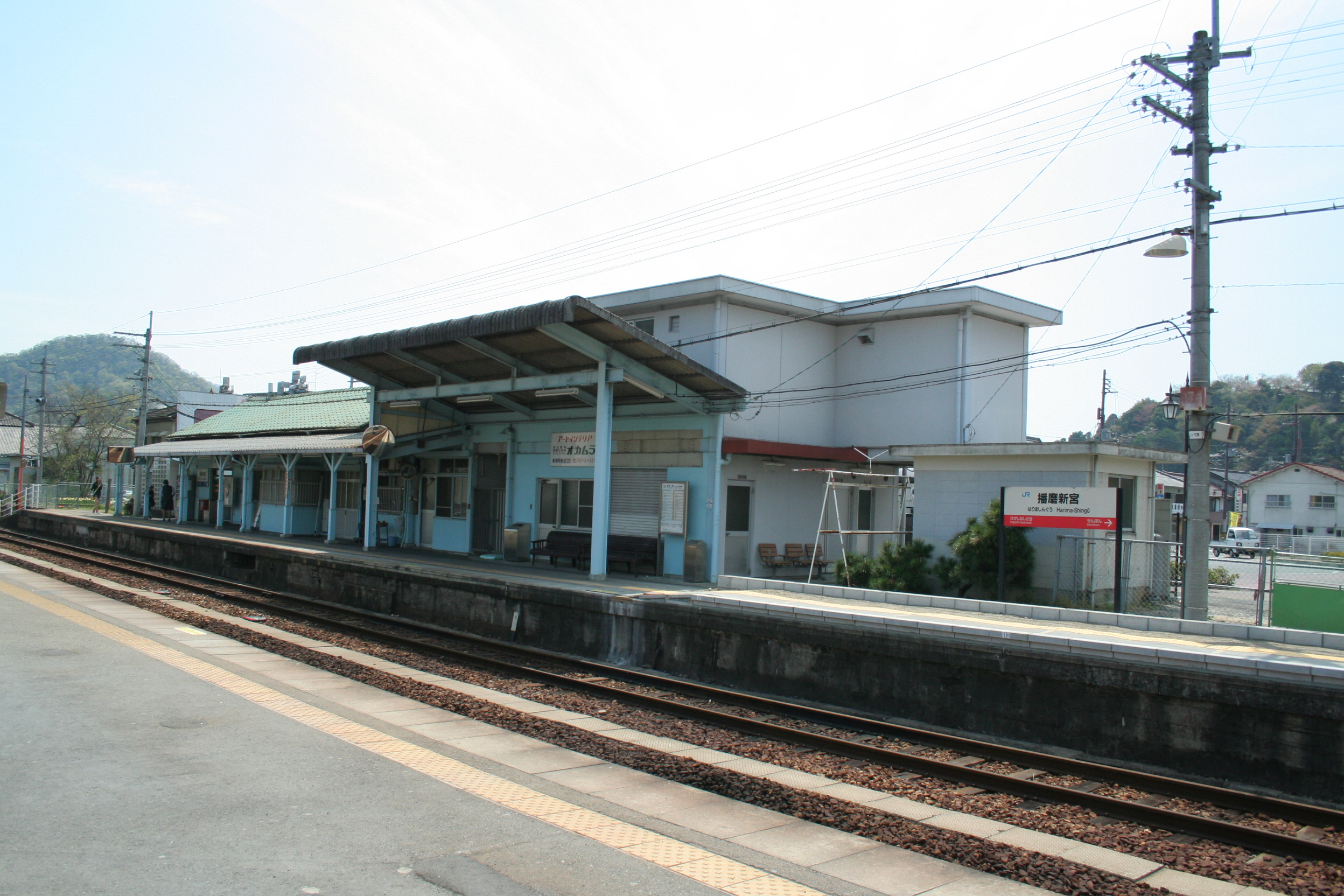
從2、3號月台望向車站大樓。

## 巴士路線
- West神姬（日语：ウエスト神姫）
  - 山崎（日语：山崎バスターミナル） - 新宮站 - 龍野 - JR網干站 - Daicel（日语：ダイセル）前
  - 新宮站 - SPring8
- 播磨科學公園都市圈域定住自立圈圈域巴「TekuTeku巴士」
  - 上郡站 - 縣立西播磨綜合康復中心 - 西栗栖站 - 千本站 - 播磨新宮站（逢星期日、假日及年尾年頭暫停服務）[3]
- 龍野市社區巴士
  - 新宮綜合中心 - 播磨新宮站 - 本龍野站 - 龍野站 - 市民醫院 - 新舞子（逢星期日及年尾年頭暫停服務）[4]
    - 設有T1～T6路線，詳情參見路線圖

## 車站周邊

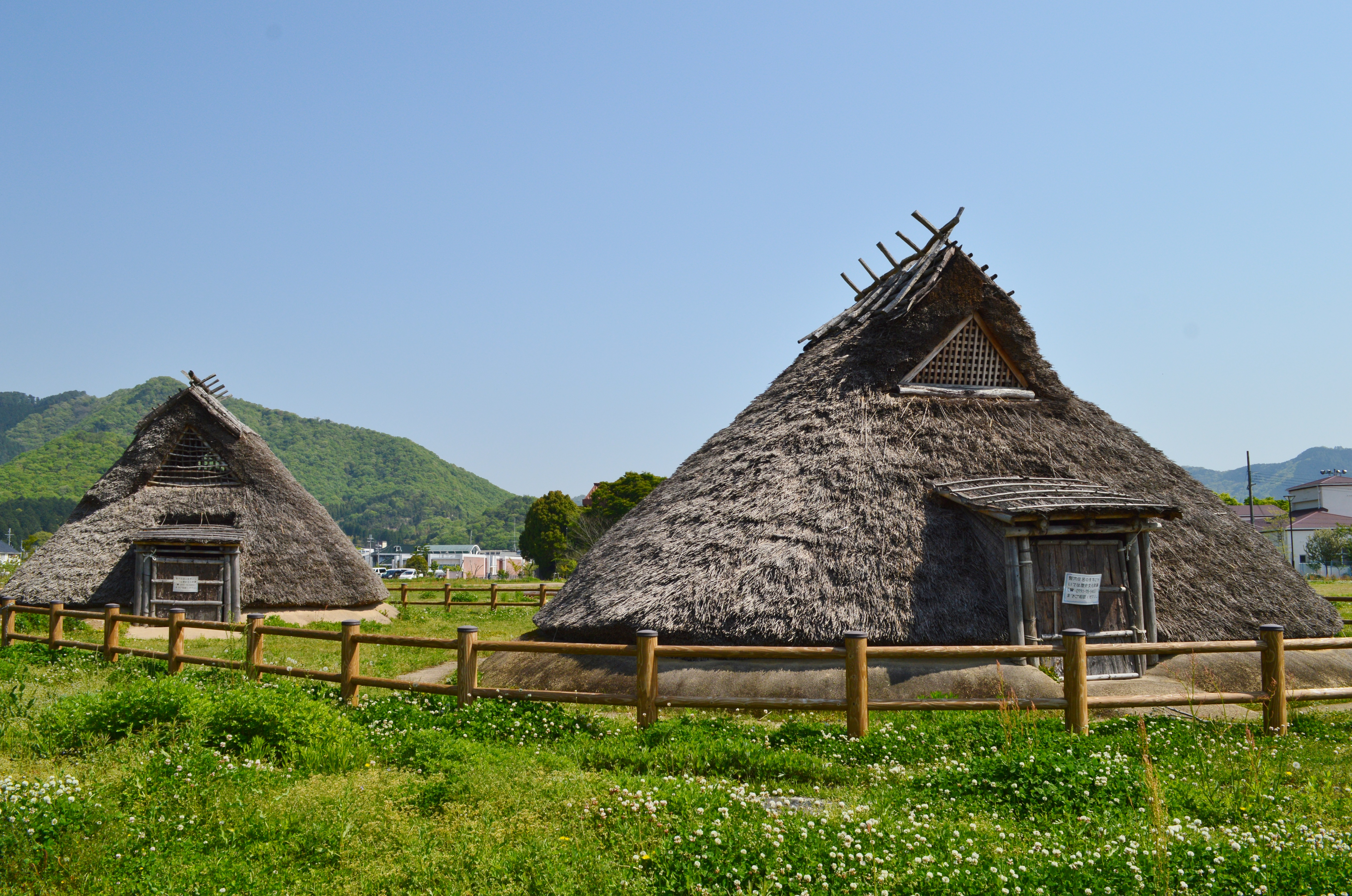
新宮宮內遺蹟

- 龍野市新宮綜合分所（前：新宮町（日语：新宮町 (兵庫県)）公所）
- 新宮宮內遺蹟
- 龍野市立新宮圖書館
- Bunsen（日语：ブンセン）總部[1]
- 道之驛新宮（日语：道の駅しんぐう）
- 揖保川
- 國道179號（日语：国道179号）
- 兵庫縣立龍野北高等學校（日语：兵庫県立龍野北高等学校）
- 兵庫縣手延素麵協同組合（日语：兵庫県手延素麺協同組合）新宮分部
- 株式會社帝國電機製作所（日语：帝国電機製作所）

## 使用狀況
根據「龍野市統計書」，2018年（平成28年）度1日平均乘車人次為1,259人。
以下為近年1日平均乘車人次列表。
| 年度   | 1日平均 乘車人次 |
| ------ | ---------------- |
| 2000年 | 1,253            |
| 2001年 | 1,174            |
| 2002年 | 1,145            |
| 2003年 | 1,101            |
| 2004年 | 1,094            |
| 2005年 | 1,080            |
| 2006年 | 1,066            |
| 2007年 | 1,018            |
| 2008年 | 1,019            |
| 2009年 | 1,022            |
| 2010年 | 1,070            |
| 2011年 | 1,102            |
| 2012年 | 1,127            |
| 2013年 | 1,212            |
| 2014年 | 1,152            |
| 2015年 | 1,214            |
| 2016年 | 1,225            |
| 2017年 | 1,239            |
| 2018年 | 1,259            |

## 相鄰車站
西日本旅客鐵道（JR西日本）
 姬新線
東觜崎－播磨新宮－千本

## 注腳
1. 1 2 3 4 5 6 7 8 9 10 11 12  . 神戸新聞総合出版センター. 2011-12-15: 171. ISBN 9784343006028 （日语）.
2. ↑   (PDF) (新闻稿). 西日本旅客鉄道. 2015年12月18日  [2016-03-26]. （原始内容存档 (PDF)于2016-03-05） （日语）.
3. ↑  上郡町HP （页面存档备份，存于）（日語）
4. ↑  たつの市コミュニティバス （页面存档备份，存于）（日語）
5. ↑  令和元年版たつの市統計書PDF（日語）

## 外部連結
- 播磨新宮｜車站資訊：JR出門網 - 西日本旅客鐵道（日語）